# Daroy Kameu
Daroy Kameu is een bestuurslaag in het regentschap Aceh Besar van de provincie Atjeh, Indonesië. Daroy Kameu telt 421 inwoners (volkstelling 2010).